# Raahe
Raahe (in svedese Brahestad) è una città finlandese situata sulla costa nord-occidentale della nazione, circa 70 km a sud di Oulu, situata nella regione dell'Ostrobotnia Settentrionale. Capoluogo dell'omonima provincia, conta circa 23500 abitanti, gli abitanti nella provincia di Raahe sono circa 31500. È il 43º comune in Finlandia per popolazione. Originariamente fondata come città bilingue ora è ufficialmente di lingua finlandese.
Venne fondata nel 1649 dal conte Per Brahe per promuovere il commercio, sorge sul sito di un antico mercato vicino Oulu, la città porta il nome del conte. Raahe si sviluppò fino a diventare un importante centro portuale, scolastico e industriale.
Raahe è una delle 10 rimanenti città con un centro storico costruito in legno in Finlandia, ed è una delle città di legno finlandesi meglio conservate del XIX secolo. Esempi di questo tipo città storiche di legno sono Kaskinen (Kaskö), Rauma, Porvoo, Jakobstad e Vaasa. Dopo un devastante incendio nel 1810, Raahe fu ricostruita secondo nuovi principi progettuali che minimizzarono il rischio di incendi e ampliarono alcuni degli spazi civici. La vecchia Raahe (o "Raahe di legno") è nota per la sua pianta urbana rettilinea di ispirazione rinascimentale con un'insolita piazza centrale (chiamata Pekkatori) con angoli chiusi. 
Tre comuni limitrofi sono stati annessi alla città di Raahe: Saloinen (1973), Pattijoki (2003) e Vihanti (2013). Gli attuali comuni limitrofi di Raahe sono Haapavesi, Oulainen, Pyhäjoki, Siikajoki e Siikalatva.

## Storia

### Prima della fondazione
La più notevole testimonianza preistorica di Raahe è il Castello di Pattijoki (Pattijoki Kastelli) conosciuto anche come Jätinkirkko (In finlandese "La chiesa del gigante"). È la più grande delle costruzioni preistoriche in pietra naturale rinvenute nell'Ostrobotnia settentrionale, la costruzione è stimata nell'età dei metalli, circa da 3500 a 2500 a.C. Le mura continue di Jätinkirkko sono spesse circa 7-11 metri, alte quasi due metri e formano un rettangolo di 36×62 metri. Lo scopo della costruzione non è stato ancora determinato. Si pensa possa essere stato una base per i cacciatori di foche.
Nel Medioevo, la regione di Raahe era un'area contesa tra i popoli di Satakunta e i Careliani, che detenevano il controllo delle terre selvagge. Il controllo delle terre selvagge dei Satakunta si rafforzò nella zona e alcuni ricercatori ritengono che il confine della Pace di Pähkinäsaari (anche nota come "Trattato di Nöteborg), firmata nel 1323, corresse lungo il fiume Pattijoki.

### La fondazione della città e il XVII secolo
Le prime notizie su un insediamento nella zona risalgono al 1329 e riguardano il vicino insediamento di Saloinen, conosciuto all'epoca come Salw, successivamente come Salo nel 1531. 
La città di Raahe fu fondata dal governatore generale della Finlandia, Per Brahe, il 5 dicembre 1649. Inizialmente, la città fu chiamata Salo, infatti il luogo migliore per la nuova città fu considerato il porto di Saloinen, il cui porto riparato era in uso fin dalla fine del Medioevo. Tuttavia, dopo un esame più attento, si scoprì che il porto si era abbassato e che la zona era considerata sfavorevole alla salute. Un luogo migliore fu trovato un po' più a nord, nell'attuale baia di Raahe, situata al riparo dell'arcipelago. Nel 1652, il conte Brahe acquistò l'intera parrocchia di Saloinen, inclusa la città, dalla corona a corto di denaro. In quel periodo, chiamò la città Brahestad in suo onore. In seguito il nome cambiò nella sua forma attuale, Raahe, nell'annuario statistico finlandese nel 1882.
Nel 1666, Brahe annesse alla città altre 30 case dai villaggi di Pattijoki e Olkijoki. Nel 1690, la parrocchia di Raahe fu accorpata alla parrocchia madre di Raahe-Salo, con la chiesa di Raahe come chiesa principale. I legami commerciali della giovane città si estendevano nell'entroterra, fino a Varkaus e Liperi. Il grande successo e la concorrenza della nuova città suscitò invidia a Oulu e Kokkola. Su loro insistenza, la città di Raahe sarebbe dovuta essere sciolta entro due anni a partire dal 1680, tuttavia, le suppliche degli abitanti di Raahe impedirono che la decisione venisse attuata. Il primo sindaco di Raahe, nonché importante uomo d'affari, fu Henrik Corte, il cui figlio e nipote furono sindaci della città fino al 1728. 

### XVIII Secolo
La Grande Guerra del Nord e le Grandi Ostilità (in finlandese "isoviha") nei primi due decenni del XVIII secolo distrussero quasi completamente la città. Nel 1705, la città contava 641 abitanti. Tre anni dopo la conclusione del trattato di pace, nel 1724, Raahe contava solo 134 residenti. La maggior parte della borghesia cittadina era fuggita dalla guerra in Svezia. Tuttavia la città si riprese gradualmente e il commercio riprese a prosperare, sebbene le vicine città di Oulu e Kokkola cercassero di frenare Raahe chiedendone lo scioglimento. Nel 1791, Raahe ottenne i diritti di città, ovvero il diritto di condurre scambi commerciali con l'estero senza intermediari, che stimolarono ulteriormente il traffico e il commercio della città. Le navi di Raahe operavano già nel Mare del Nord e nel Mediterraneo. Catrame, assi, sego, burro e pellicce venivano trasportati attraverso Raahe, tra le altre cose. Il miglioramento dei collegamenti stradali promosse la competitività del porto di esportazione. La persona più importante della città a quel tempo era il mercante e armatore Johan Lang (1745–1823).

### XIX Secolo
L'economia della città iniziò a riprendersi nel XIX secolo, con la ripresa del commercio marittimo in Finlandia. Tuttavia, il primo fattore che rallentò la ripresa fu la tensione della Guerra di Finlandia. Il 6 ottobre 1810 scoppiò un grave incendio, che distrusse tre quarti di tutti gli edifici cittadini. In concomitanza con la ricostruzione dopo l'incendio, la città ricevette una nuova piazza del mercato, Isotori (ora Pekkatori), dove oggi si trova la statua di Per Brahe. Raahe fu poi messa alla prova dalla Guerra di Crimea del 1854-1856.[13]
Durante la Guerra di Crimea, o Guerra delle Åland, gli inglesi sbarcarono a Raahe alla fine di maggio del 1854 e incendiarono i cantieri navali, il cantiere del catrame, undici navi della fornace di pece, 25.000 barili di catrame e altri beni. Solo sei delle 32 navi della città sopravvissero. Fortunatamente, il vento soffiava dalla terraferma verso il mare, il che salvò la città dalla distruzione. Nonostante l'attacco, la seconda metà del XIX secolo fu un periodo di prosperità per la città. Alla fine del secolo, Raahe disponeva di una grande flotta mercantile, che al suo apice comprendeva 58 velieri di proprietà della città. Tra il 1867 e il 1875, Raahe fu la più grande città armatoriale della Finlandia e la maggior parte dei suoi residenti si guadagnava da vivere con il trasporto marittimo. Altre importanti industrie dell'epoca erano l'esportazione di catrame, legname e burro. Il passaggio all'era dei piroscafi e il completamento della ferrovia per Oulu nel 1886 ridussero l'importanza di Raahe come porto di esportazione.
Negli anni '60 del 1800 fu donata al museo di Raahe (fondato nel 1862) la più vecchia muta da immersione ancora esistente al mondo da Johan Leufstadius, un capitano di vascello. Questa muta, chiamata Wanha Herra (vecchio signore), si può ancora ammirare oggigiorno nel museo cittadino.

### Secoli XX e XXI
Nel 1908 bruciò in un incendio la chiesa storica di Raahe risalente alla seconda metà del XVII secolo, fortunatamente alcune statue e decorazioni si salvarono e possono essere ammirate nel museo cittadino. La nuova chiesa, ancora in uso, è stata inaugurata nel 1912 e fu progettata da Josef Stenbäck.
Durante la Guerra Civile, il 1° febbraio 1918, i Bianchi conquistarono la città, facendo prigionieri 230 russi. La città ospitava il famigerato campo di prigionia di Raahe.
Il commercio a Raahe ristagnava e la città cadde in un periodo di relativa recessione. Gli ultimi velieri di Raahe, il Merilokki, il Lännetär e il Tiira, furono costruiti nel 1919-1920. L'unico modo per riportare il commercio a Raahe era acquisire un collegamento ferroviario. La ferrovia fu realizzata nel 1899, con il completamento della diramazione Raahe-Tuomioja. Il completamento del porto di Lapaluoto, più o meno nello stesso periodo, diede il via al trasporto del legname e all'industrializzazione della città.
Una delle industrie che guidarono l'industrializzazione della città fu la Ruona Oy. Fondata nel 1918 si sviluppò in un impianto industriale significativo, che al suo apice impiegava circa 700 persone. Il fallimento della fabbrica nel 1952, dopo i lavori per le riparazioni di guerra, e il calo delle esportazioni di legname paralizzarono nuovamente il traffico marittimo. Dopodiché molti residenti di Raahe, come altri finlandesi, emigrarono in gran numero nella Finlandia meridionale e in Svezia. Da allora è sopravvissuto un detto secondo cui per le strade di Raahe a quel tempo si aggiravano solo mucche e seminaristi. Raahe divenne nota come città-scuola grazie alla Scuola di Artigianato Lybecker, il Seminario Magistrale, la Scuola Borghese e Professionale.
Negli anni '60 iniziò una nuova fase di espansione e di rilancio della città con la fondazione dell'acciaieria Rautaruukki. L'azienda venne poi venduta nel 2014 alla svedese SSAB ed è tutt'ora la fabbrica e il datore di lavoro più grande di Raahe, e prevede investimenti e espansione per modificare la fabbrica senza utilizzo di combustibili fossili.
Il comune di Saloinen fu annesso a Raahe nel 1973, il comune di Pattijoki nel 2003 e il comune di Vihanti nel 2013.
Nel 2015, la città di Raahe e i comuni di Pyhäjoki e Siikajoki hanno negoziato una fusione per formare la nuova città di Raahe. La fusione avrebbe dovuto aver luogo all'inizio del 2017. Il consiglio comunale di Pyhäjoki ha respinto la proposta di fusione.

## Geografia fisica

### Territorio
Raahe è un centro urbano affacciato sul Golfo di Botnia, nella regione della Ostrobotnia settentrionale, nel nord della Finlandia. La superficie complessiva dell'area è di 1 889,00 km², dei quali 12,83 km² sono coperti da acque interne, 861,76 km² dal mare e i restanti 1014,41 km² di terra. La densità di popolazione è di circa 23,23 ab./km². Davanti alla città si estende un ampio arcipelago, utilizzato intensamente a fini ricreativi e caratterizzato da notevoli valori naturalistici. Una particolarità della natura del territorio di Raahe è data dal fenomeno della post-glaciazione isostatica, che fa emergere gradualmente nuove terre dal mare.
La costa di Raahe si presenta come una pianura bassa e uniforme, ma il terreno si innalza lentamente man mano che si procede verso l’entroterra. L’orografia è varia, ma anche i punti più elevati non superano generalmente i 110 metri sul livello del mare. A sud del fiume Poikajoki il paesaggio assume l’aspetto tipico delle pianure dell’Ostrobotnia.
La zona è povera di bacini lacustri: nel Golfo di Botnia sfociano soltanto piccoli fiumi e corsi d’acqua di modesta importanza, tra cui il Pattijoki, il Poikajoki, il Piipsanjoki, il Luohuanjoki e l’Haapajoki. I laghi principali sono il Viitajärvi e il Kirkkojärvi, cui si aggiunge il bacino artificiale dell’Haapajärvi, paragonabile a un lago, con una superficie di 1,5 km² e una capacità utile di 11,5 milioni di m³.
L’arcipelago di Raahe, l’area umida compresa tra le foci dei fiumi Pattijoki e Olkijoki, così come la zona più interna e selvaggia di Pitkäsneva, che ospita come peculiarità la sorgente di acqua cristallina Pitkäslähde, sono aree protette e fanno parte della rete Natura 2000.

#### Arcipelago
Davanti a Raahe si trova un piccolo arcipelago, che comprende tra le altre le isole di Akkunalauta, Iso-Kraaseli, Kalla, Kello, Konikari, Koninpää, Kumpele, Louekari, Maapauha, Pikku-Kraaseli, Preiskari, Puluvärkki, Rääpäkkä, Rääpäkänriutta, Smitinriutta, Smitti, Tasku, Ulkopauha, Ämmä e Äijä. Proprio davanti alla città si trovano invece le isole di Ulko-Fantti, Maa-Fantti e Musta.
A sud di Kumpele, a causa del fenomeno della post-glaciazione isostatica, l’ex isola di Lapaluoto è divenuta una penisola. Tra le baie più estese vi sono la Kuljunlahti, la Siniluodonlahti (quasi isolata come un lago), la Tammilahti e l’ampia Kultalanlahti. Il sollevamento della crosta terrestre modifica costantemente il profilo della costa e dell’arcipelago: emergono nuove isole, i canali si restringono e vecchie isole si trasformano in promontori.
La città stessa fu fondata su una penisola che si protendeva nel Kaupunginlahti; allora il mare era sufficientemente profondo da permettere alle grandi navi di arrivare senza ostacoli fino al molo della piazza del mercato. Con il passare dei secoli, il sollevamento del fondale e l’accumulo di sedimenti hanno modificato i percorsi di navigazione. Ancora a metà Ottocento era possibile remare attraverso lo stretto di Härkäsalmi fino alla foce del Pattijoki, oppure passare con le chiatte attraverso il canale oggi interrato tra Musta e Maa-Fantti. Attualmente lo stesso Kaupunginlahti è poco profondo e in via di interramento.
L’arcipelago di Raahe offre opportunità di svago e servizi escursionistici durante tutto l’anno e nel 2016 è stato insignito del riconoscimento di “Destinazione escursionistica dell’anno”. La maggior parte dell’area insulare fa parte della rete Natura 2000.

#### Geologia e suolo
La geologia dell’area è varia: a Pitkässäkari e nelle isole vicine affiora della porfirite plagioclasica; nella zona centrale della città prevale il granito; a Lapaluoto e Antinkangas si trovano filladi e micascisti. Nelle aree meridionali affiora l’amfibolite, mentre lungo il Pattijoki il litorale è costituito da gneiss micaceo, che verso l’interno evolve in gneiss granitico e granito. Nell’ex comune di Vihanti si trovano inoltre piccole aree di gabbro e diorite. A Lampinsaari è presente un giacimento di zinco, che contiene anche rame, zolfo e piombo.
Il suolo della regione è dominato dalla sabbia, diffusa in ampie zone soprattutto a sud del Piehinkijoki. Lungo la costa sono presenti dune sabbiose, mentre i cordoni sabbiosi modellati dai ghiacciai si estendono dal litorale verso l’interno, interrotti qua e là da torbiere. Nelle aree attorno al Pattijoki si trovano anche depositi di torba, mentre le zone argillose sono meno diffuse. Procedendo verso Vihanti, il terreno diventa più ricco di morene. Tra i rilievi più importanti vi sono il Vihanninharju e il Lumijärvenkangas, quest’ultimo incluso nel programma nazionale finlandese di tutela degli acquiferi.

#### Foreste e torbiere
Le foreste della zona sono in parte torbose, costituite da abeti rossi e pini. Lungo le coste crescono fitte boscaglie di ontani e olivello spinoso, mentre le rive marine ospitano vasti prati salmastri, dove si trovano specie rare tipiche delle coste artiche, come la primula di Lapponia (Primula nutans) e la carice artica (Carex parallela).
Le principali torbiere della regione sono la Juttisuo, Peuraneva, Ispinäneva, Märsyneva, Kuuhkamonneva, Ahmaneva e, in parte nel territorio di Raahe, la Hirvineva. Nel complesso, però, le torbiere di Raahe sono meno estese e spettacolari rispetto a quelle più grandi della regione dell’Ostrobotnia.

### Clima
Il clima di Raahe è di tipo continentale umido con influssi marittimi (classificazione di Köppen-Geiger: Dfc), caratteristico della costa settentrionale del Golfo di Botnia. Gli inverni sono lunghi, freddi e nevosi, con temperature medie comprese fra −7 °C e −3 °C tra dicembre e febbraio e precipitazioni prevalentemente nevose. Le estati sono brevi e miti, con temperature medie tra 14 °C e 17 °C nei mesi di giugno–agosto, e coincidono con il periodo più piovoso dell’anno. 

La primavera e l’autunno hanno carattere transitorio: la prima fresca e relativamente asciutta, la seconda più umida e segnata da un rapido calo termico. Le precipitazioni totali annue si aggirano intorno ai 650–700 mm, distribuite in maniera piuttosto uniforme, ma con un massimo estivo. Le nevicate si concentrano fra novembre e aprile, con un accumulo medio annuo di circa 70–80 cm. L’umidità relativa rimane elevata per gran parte dell’anno (75–85% in media), mentre le ore di sole sono scarse in inverno e più abbondanti in estate.
| Dati meteorologici di Raahe – temperature (medie) | Mesi  | Mesi  | Mesi | Mesi | Mesi | Mesi | Mesi | Mesi | Mesi | Mesi | Mesi | Mesi | Stagioni | Stagioni | Stagioni | Stagioni | Anno |
| Dati meteorologici di Raahe – temperature (medie) | Gen   | Feb   | Mar  | Apr  | Mag  | Giu  | Lug  | Ago  | Set  | Ott  | Nov  | Dic  | Inv      | Pri      | Est      | Aut      | Anno |
| ------------------------------------------------- | ----- | ----- | ---- | ---- | ---- | ---- | ---- | ---- | ---- | ---- | ---- | ---- | -------- | -------- | -------- | -------- | ---- |
| T. max. media (°C)                                | −5,0  | −3,9  | −0,6 | 5,6  | 11,7 | 16,7 | 19,4 | 17,8 | 12,8 | 6,1  | 1,1  | −2,8 | −3,9     | 5,6      | 18,0     | 6,7      | 6,6  |
| T. media (°C)                                     | −8,3  | −7,8  | −5,6 | −0,6 | 5,6  | 10,6 | 13,9 | 12,8 | 9,4  | 2,8  | −2,2 | −6,1 | −7,4     | −0,2     | 12,4     | 3,3      | 2,0  |
| T. min. media (°C)                                | −11,1 | −10,6 | −7,8 | −2,2 | 2,8  | 7,8  | 11,1 | 10,0 | 6,7  | 1,7  | −3,3 | −7,8 | −9,8     | −2,4     | 9,6      | 1,7      | −0,2 |

Raahe (Lapaluoto) – temperature medie 1991–2020 circa
| Precipitazioni a Raahe – pioggia | Mesi | Mesi | Mesi | Mesi | Mesi | Mesi | Mesi | Mesi | Mesi | Mesi | Mesi | Mesi | Stagioni | Stagioni | Stagioni | Stagioni | Anno  |
| Precipitazioni a Raahe – pioggia | Gen  | Feb  | Mar  | Apr  | Mag  | Giu  | Lug  | Ago  | Set  | Ott  | Nov  | Dic  | Inv      | Pri      | Est      | Aut      | Anno  |
| -------------------------------- | ---- | ---- | ---- | ---- | ---- | ---- | ---- | ---- | ---- | ---- | ---- | ---- | -------- | -------- | -------- | -------- | ----- |
| Precipitazioni (mm)              | 7,6  | 5,1  | 10,2 | 20,3 | 40,6 | 48,3 | 58,4 | 55,9 | 50,8 | 45,7 | 27,9 | 17,8 | 30,5     | 71,1     | 162,6    | 124,4    | 388,6 |
| Giorni di pioggia                | 8    | 7    | 8    | 6    | 8    | 9    | 11   | 11   | 10   | 12   | 11   | 10   | 25       | 22       | 31       | 33       | 111   |

Raahe – pioggia e giorni piovosi
| Nevicate a Raahe – neve | Mesi | Mesi | Mesi | Mesi | Mesi | Mesi | Mesi | Mesi | Mesi | Mesi | Mesi | Mesi | Stagioni | Stagioni | Stagioni | Stagioni | Anno |
| Nevicate a Raahe – neve | Gen  | Feb  | Mar  | Apr  | Mag  | Giu  | Lug  | Ago  | Set  | Ott  | Nov  | Dic  | Inv      | Pri      | Est      | Aut      | Anno |
| ----------------------- | ---- | ---- | ---- | ---- | ---- | ---- | ---- | ---- | ---- | ---- | ---- | ---- | -------- | -------- | -------- | -------- | ---- |
| Nevicate (cm)           | 17,8 | 14,7 | 10,2 | 5,1  | 0,5  | 0,0  | 0,0  | 0,0  | 0,0  | 3,3  | 10,7 | 13,7 | 46,2     | 15,8     | 0,0      | 14,0     | 76,0 |
| Giorni di neve          | 13   | 12   | 12   | 8    | 2    | 0    | 0    | 0    | 1    | 4    | 10   | 13   | 38       | 22       | 0        | 15       | 75   |

Raahe – nevicate e giorni nevosi

#### Luce solare
La città è geograficamente situata a circa 1°52′ (≈ 2°) a sud del Circolo Polare Artico, cioè a una distanza di circa 200km in linea d’aria da esso. Grazie a questa latitudine, le variazioni stagionali della durata del giorno sono estreme: al solstizio d’inverno (21 dicembre) si hanno appena 3 ore e 48 minuti di luce solare, mentre al solstizio d’estate (21 giugno), il giorno più lungo offre circa 21 ore e 40 minuti di luce. Tuttavia in inverno la presenza di neve praticamente costante crea un riflesso che amplifica la poca luce. In estate il sole, pur tramontando, rimane molto vicino la linea dell'orizzonte, quindi le notti non sono mai completamente buie, specialmente in prossimità del solstizio.
La media annua di ore di sole a Raahe è di circa 1 746 ore, con un picco di 299 ore a giugno, e un minimo di appena 7 ore a dicembre. In media, in giugno si registrano fino a 10 ore di sole al giorno, mentre in dicembre si scende a 0,2 ore di sole giornaliere.

#### Aurore boreali
Raahe si trova nel margine meridionale dell’ovale aurorale, quindi, sebbene non sia tra i luoghi migliori in Finlandia (come per esempio la Lapponia) per vedere le aurore, le probabilità non sono trascurabili, specialmente con condizioni di oscurità e cielo sereno. Secondo l'istituto di meteorologia finlandese, in una località vicina come Oulu (circa 75 km a nord), è possibile vedere le aurore in circa 25% delle notti scure e serene. Il periodo ideale per l’osservazione è tra la fine di agosto fino ad aprile, poiché l’inclinazione terrestre favorisce maggiormente l’interazione delle particelle solari con l’atmosfera.

## Amministrazione

### Gemellaggi[36]
- Skellefteå, dal 1940
- Mo i Rana, dal 1946
- Čerepovec, dal 1968 (Temporaneamente sospeso nel 2022)
- Košice, dal 1987
- Märjamaa, dal 1998
- Sosnovyj Bor, dal 2017 (Temporaneamente sospeso nel 2022)
- Aiud, dal 2018

## Persone legate a Raahe
- Janne Niinimaa - Hockeista su ghiaccio
- Juha-Pekka Leppäluoto - Musicista
- Miikka Salomäki - Hockeista su ghiaccio
- Mervi Koponen - Musicista
- Samuli Putro (Zen Cafè) - Musicista

I genitori del rapper Käärjiä si sono conosciuti a Raahe.